# أختي لا يمكن لها أن تكون بهذه الظرافة
أختي لا يمكن لها أن تكون بهذه الظرافة
(باليابانية: 俺の妹がこんなに可愛いわけがない، بالروماجي: Ore no Imōto ga Konna ni Kawaii Wake ga Nai) يختصر أوريمو (باليابانية:  俺妹، بالروماجي: Oreimo) هي رواية خفيفة من تأليف تسوكاسا فوشيمي ورسم هيرو كانزاكي، نشرت من قبل أسكي ميديا وركز، منذ 10 أغسطس 2008. اقتبست إلى سلسلة مانغا نشرت من أسكي ميديا وركز، في مجلة Dengeki G's Magazine، صدرت في مارس عام 2009 حتى مايو عام 2011، وتكونت 4 مجلدات. أنتجت الرواية الخفيفة إلى أنمي تلفزيوني من إنتاج استوديو AIC Build، عرض الأنمي في 3 أكتوبر عام 2010 واستمر عرضه حتى 19 ديسمبر عام 2010، وتكون من 12 حلقة. قام استوديو أيه-1 بكتشرز بإنتاج موسم ثاني للأنمي 7 أبريل عام 2013 واستمر عرضه حتى 30 يونيو عام 2013، وتكون من 13 حلقة.

## القصة
تدور أحداث القصة عن كيوسوكي كوساكا، هو طالب في المدرسة الثانوية يبلغ من العمر 17 عامًا ويعيش في مدينة تشيبا، لم ينسجم مع شقيقته الصغرى كيرينو منذ الطفولة، لدرجة أنهما لا يعرفان بعضها جيدً، في يوم من الأيام يكتشف أن أخته أوتاكو.

## الشخصيات
كيوسكي كوساكا (باليابانية: 高坂 京介، بالروماجي: Kōsaka Kyōsuke)
مؤدي الصوت: يويتشي ناكامورا
كيرينو كوساكا (باليابانية: 高坂 桐乃، بالروماجي: Kōsaka Kirino)
مؤدية الصوت: أيانا تاكيتاتسو
كورونيكو (باليابانية: 黒猫، بالروماجي: Kuroneko)
مؤدية الصوت: كانا هانازاوا
ساوري باجينا (باليابانية: 槇島 沙織، بالروماجي: Makishima Saori)
مؤدية الصوت: هيتومي ناباتامي
أياسي أراغاكي (باليابانية: 新垣 あやせ، بالروماجي: Aragaki Ayase)
مؤدية الصوت: ساوري هايامي
مانامي تامورا (باليابانية: 田村 麻奈実، بالروماجي: Tamura Manami)
مؤدية الصوت: ساتومي ساتو
كاناكو كوروسو (باليابانية: 来栖 加奈子، بالروماجي: Kurusu Kanako)
مؤدية الصوت: يوكاري تامورا
سينا أكاغي (باليابانية: 赤城 瀬菜، بالروماجي: Akagi Sena)
مؤدية الصوت: ماريا إيسي

## وصلات خارجية
- الموقع الرسمي (باليابانية)
- موقع الأنمي الرسمي (باليابانية)
- موقع الرواية المرئية الرسمي (باليابانية)

- أختي لا يمكن لها أن تكون بهذه الظرافة على موقع ANN manga (الإنجليزية)
- أختي لا يمكن لها أن تكون بهذه الظرافة في قاعدة بيانات الرواية المرئية